# Hugo Serrano Gómez
Hugo Serrano Gómez (San Vicente de Chucurí, 24 de diciembre de 1928-Bucaramanga, 30 de junio de 2010) fue un ingeniero y político colombiano. Fue miembro del Partido Liberal y fue elegido por elección popular para integrar el Senado de Colombia desde 1978 hasta su fallecimiento.

## Carrera profesional
Graduado como Ingeniero de Petróleos en la Universidad Industrial de Santander (UIS) y Especialista en Estructura Metálicas y en Recuperación Secundaria en la Universidad del Estado de Pensilvania. Tras completar su formación fue profesor de la UIS entre 1958 y 1963 y concejal de Bucaramanga a nombre del Partido Liberal entre 1960 y 1961. En 1968 fue nombrado Director de Valorización de Santander y un año después se convirtió en el primer gerente de la Electrificadora de Santander, cargo que ocuparía durante casi una década. En 1978 se retira de la Electrificadora al ser elegido diputado departamental y Representante a la Cámara; reelecto como representante sucesivamente hasta las elecciones de 1990, convirtiéndose en uno de los grandes aliados del cada vez más influyente parlamentario Horacio Serpa, también santandereano, lo que lo ubicaba en el ala de centro-izquierda de su partido.[cita requerida]
Tras la revocatoria del Congreso en 1991 es electo Senador de la República, siendo reelecto en 1994, 1998, 2002 y 2006. Durante su labor parlamentaria se destacó como uno de los mayores expertos en los asuntos petroleros y energéticos, igualmente como el dirigente liberal más influyente de Santander. Luego de participar activamente en las tres infructuosas campañas presidenciales de Horacio Serpa (1998, 2002 y 2006), el senador Serrano se encargó de promover a Serpa como candidato a gobernador de Santander para las elecciones de 2007, con el postulado de que sería el único dirigente capaz de derrotar la poderosa campaña del Convergencia Ciudadana, grupo político que había arrebatado al liberalismo el liderazgo del departamento en 2003 y que tuvo en Serrano a uno de sus principales rivales.[cita requerida]
Luego de la victoria de Serpa en octubre de 2007, Hugo Serrano, quien era el senador de mayor edad en Colombia, anunció que no buscaría una nueva reelección en 2010; en 2009 se retiró temporalmente de su curul debido a problemas de salud, pero reasumió en noviembre del mismo año.

## Congresista de Colombia
En las elecciones legislativas de Colombia de 1998, Serrano Gómez fue elegido senador de la república de Colombia con un total de 71.229 votos. Posteriormente en las elecciones legislativas de Colombia de 2002 y 2006, Serrano Gómez fue reelecto senador con un total de 51.641 y 38.277 votos respectivamente.

### Iniciativas
El legado legislativo de Hugo Serrano Gómez se identificó por su participación en las siguientes iniciativas desde el congreso:

fue ponente de la ley 401 de 1997 la cual se crea la Empresa Colombiana de Gas, Ecogas, la cual inició funciones en la ciudad de Bucaramanga, hasta que el presidente Álvaro Uribe la vendió en el año 2005.
- Expedir el ordenamiento jurídico que permita adoptar el régimen ético-disciplinario aplicable a los miembros del Congreso de la República, por el comportamiento indecoroso, irregular (Aprobado).[4]
- Establecer las bases jurídicas y el cuadro normativo para la organización y funcionamiento del Sistema Nacional de Inteligencia (Aprobado).[5]
- Dictar medidas de protección a las víctimas de la violencia (Aprobado).[6]
- Establecer normas jurídicas congruentes con las necesidades actuales de nuestra sociedad, que permitan de una vez por todas crear un orden legal proporcionado y consonante con la gravedad y el daño social que ocasionan los delitos contra nuestros niños (Retirado).[7]
- Establecer un régimen especial para el departamento de La Guajira, en materias económicas y sociales, tendientes a promover su desarrollo sostenible y participativo en su condición de zona de frontera (Retirado).[8]
- Establecer normas especiales para la explotación, tratamiento, refinación y transporte de petróleo pesado en Colombia (Retirado).[9]

## Carrera política
Su trayectoria política se ha identificado por:

### Partidos políticos
A lo largo de su carrera ha representado los siguientes partidos:
| Partido político             | Fecha inicio        | Fecha fin           |
| Partido Liberal              | 20 de julio de 2002 |                     |
| Liberal Compromiso Ciudadano | 20 de julio de 1998 | 19 de julio de 2002 |

### Cargos públicos
Entre los cargos públicos ocupados por Hugo Serrano Gómez, se identifican:
| Cargo público           | Partido político | Fecha inicio        | Fecha fin           |
| Senador de la República | Partido Liberal  | 20 de julio de 2002 | 19 de julio de 2006 |
| Senador de la República | Partido Liberal  | 20 de julio de 1998 | 19 de julio de 2002 |